# 東日本アルティメットフレッシュマンズカップ
東日本アルティメットフレッシュマンズカップは、東京都フライングディスク協会が主催する、大学アルティメットチームの東日本王者を決定する大会である。

## 大会主旨
フライングディスク団体競技のアルティメットにおいて、大学生以下の世代を対象に競技の魅力をアピールすること、また夏に開催される大学選手権に向けた前哨戦となることを目的としている。

## 過去の大会結果
| 回     | 年度   | 優勝                       | 準優勝                       | 第3位                        | 備考                                     |
| ------ | ------ | -------------------------- | ---------------------------- | ---------------------------- | ---------------------------------------- |
| 第18回 | 2013年 | 國學院大学トライアンフ     | 首都大学東京バタフライ       | 立教大学マニューバーズ       |                                          |
| 第19回 | 2014年 | 上智大学フリークス         | 国際基督教大学ウィンズ       | 慶應義塾大学ホワイトホーンズ |                                          |
| 第20回 | 2015年 | 早稲田大学ソニックス       | 慶應義塾大学ホワイトホーンズ | 上智大学フリークス           | 決勝戦はディスクフリップにて勝敗決定     |
| 第21回 | 2016年 | 早稲田大学ソニックス       | 上智大学フリークス           | 国際基督教大学ウィンズ       |                                          |
| 第22回 | 2017年 | 日本体育大学バーバリアンズ | 慶應義塾大学ホワイトホーンズ | 早稲田大学ソニックス         |                                          |
| 第23回 | 2018年 | 早稲田大学ソニックス       | 日本体育大学バーバリアンズ   | 慶應義塾大学ホワイトホーンズ | 天候不良により昨年の上位１６チームで実施 |
| 第24回 | 2019年 | 早稲田大学ソニックス       | 日本大学ハミングバーズ       | 日本体育大学バーバリアンズ   |                                          |
| 第25回 | 2020年 |                            |                              |                              |                                          |

| 回     | 年度   | 優勝                       | 準優勝               | 第3位                      | 備考 |
| ------ | ------ | -------------------------- | -------------------- | -------------------------- | ---- |
| 第18回 | 2013年 | 日本体育大学バーバリアンズ | 早稲田大学ソニックス | 獨協大学ワフト！           |      |
| 第19回 | 2014年 | 日本体育大学バーバリアンズ | 早稲田大学ソニックス | 獨協大学ワフト！           |      |
| 第20回 | 2015年 | 日本体育大学バーバリアンズ | 早稲田大学ソニックス | 上智大学フリークス         |      |
| 第21回 | 2016年 | 日本体育大学バーバリアンズ | 早稲田大学ソニックス | 日本大学ハミングバーズ     |      |
| 第22回 | 2017年 | 法政大学アサマックス       | 早稲田大学ソニックス | 東京学芸大学ビックアップル |      |
| 第23回 | 2018年 | 日本体育大学バーバリアンズ | 上智大学フリークス   | 法政大学アサマックス       |      |
| 第24回 | 2019年 | 早稲田大学ソニックス       | 上智大学フリークス   | 日本体育大学バーバリアンズ |      |
| 第25回 | 2020年 |                            |                      |                            |      |